# Kyamanahalli, Sakleshpur
Kyamanahalli là một làng thuộc tehsil Sakleshpur, huyện Hassan, bang Karnataka, Ấn Độ.